# TUT.BY
TUT.BY è un sito web indipendente bielorusso di notizie, media e servizi, in lingua russa; è il portale di notizie più popolare nel paese. TUT.BY ha sede a Minsk. Nel 2019, il sito web è stato letto dal 62,58% di tutti gli utenti Internet bielorussi.
TUT.BY pubblica ogni giorno circa 200 articoli sull'attualità nazionale e straniera, tra cui storie e video originali, analisi, progetti speciali e trasmissioni online. Oltre alla sezione news, TUT.BY ha numerose sezioni specializzate (Auto, Lady, Finance, Sport) e servizi come meteo, tassi di cambio, ecc.
Il 1º ottobre 2020, a seguito della copertura da parte di Tut.By delle proteste bielorusse del 2020, il portale si è visto revocare le credenziali giornalistiche per tre mesi dal Ministero dell'Informazione, citando un ordine del tribunale che ha stabilito che Tut.By ha pubblicato "informazioni proibite"; il sito ha dichiarato che intende continuare a operare.